# Soul-Funvic Brasil Pro Cycling
Parte do elenco de 2012: Flavio Cardoso, Roberto Pinheiro, Antonio Nascimento, Gregory Panizo, Magno Nazaret Benedito Azevedo (director técnico) e Héctor Fabián Aguilar
A Soul Brasil Pro Cycling Team (código UCI: SOU) é um equipe de ciclismo brasileiro amadora.

## História

### 2007
Em 2007, a equipe foi fundada com o nome "Team Vale", sediada na cidade de Pindamonhangaba. Em seu primeiro ano, a equipe participou de poucas das provas internacionais do Brasil, ficando de fora, por exemplo, da Volta Ciclística de São Paulo. Ainda assim, a equipe terminou em 12º no ranking brasileiro por equipes.

### 2008
Para o ano seguinte, houve uma renovação na equipe, que contratou atletas de peso no ciclismo nacional, como Roberson Figueiredo, campeão brasileiro de ciclismo em 2005, Roberto Pinheiro, vice-campeão brasileiro em 2007, e também Raphael Serpa, Flávio Cardoso, Fabiano Mota, entre outros. No início de agosto, a equipe ainda foi reforçada por Alex Diniz, campeão da Volta Ciclística de São Paulo em 2006 e da Volta de Santa Catarina em 2007, um dos principais nomes do ciclismo nacional. No fim do ano, a equipe conquistou sua maior vitória até então: a Copa da República de Ciclismo, vencida por Roberto Pinheiro. Raphael Serpa também foi o 5º colocado, na prova que fechou o calendário nacional do ciclismo. Pinheiro havia se preparado para a Volta de Santa Catarina, mas após esta ser cancelada, o ciclista focou-se na Copa da República. A equipe fechou o ano com Raphael Serpa como o melhor colocado da Team Vale no ranking nacional, na 8ª colocação. Pinheiro e Cardoso foram o 11º e 12º, respectivamente. Já no ranking por equipes, foi a 3ª colocada.

### 2009
Em 2009, a equipe continuou a reforçar-se, trazendo atletas como Kléber Ramos e Magno Prado Nazaret, ambos os quais haviam ficado entre os 15 primeiros do ranking brasileiro final de 2008, Pedro Nicácio, tri-campeão brasileiro de contra-relógio entre 2005 e 2007, e também o uruguaio Héctor Figueras. Entre os principais atletas do elenco em 2008, haviam saído Roberson Figueiredo e Fabiano Mota. A equipe conquistou vários resultados nas principais provas do país, entre eles, o 2º lugar no Campeonato Brasileiro de Ciclismo de Estrada, conquistado por Flávio Cardoso. Mas o vencedor inicial, Alex Arseno, foi culpado de doping 4 meses depois, e o título passou para Cardoso, que tornou-se portanto campeão brasileiro de ciclismo. Alex Diniz também havia, inicialmente, vencido pela segunda vez o Tour de Santa Catarina, mas depois, foi revelado que o atleta havia testado positivo no anti-doping para a substância eritropoietina (EPO), em controle realizado durante a corrida. Diniz foi suspenso por 2 anos, e perdeu, de maneira retroativa, todos resultados obtidos desde a data do controle, perdendo portanto o título da Volta.
No fim do ano, Breno Sidoti, então 2º colocado no ranking nacional, também reforçou o elenco da Team Vale. A equipe terminou o ano na 3ª colocação do ranking brasileiro por equipes, tendo Flávio Cardoso, Kléber Ramos e Magno Nazaret como seus melhores colocados no ranking individual, estando na 6ª, 11ª e 12ª colocações, respectivamente (além de Breno Sidoti, que terminou em 3º mas conseguiu quase todos seus pontos enquanto pedalava pela Scott-Marcondes César-São José dos Campos).

### 2010
Para a temporada de ciclismo de 2010, a equipa amadora Fapi-Funvic-Pindamonhangaba, patrocinada pelo Funvic (Fundação Universitária Vida Cristã) e o governo da cidade de Pindamonhangaba (estado de São Paulo), foi inscrito na categoria Continental (última do ciclismo profissional) com a denominação Funvic-Pindamonhangaba. Na primeira participação do UCI America Tour foi campeão por equipas, e seu melhor competidor foi Edgardo Simón, no 13.º posto do ranking.
Em setembro de 2010, o plantel foi reforçado com Magno Nazaret, Nilceu Santos e o argentino Matías Médici, provenientes da Scott-Marcondes César-São José dos Campos, equipa suspendida pela UCI por problemas económicos. Outros ciclistas também juntaram-se à equipe durante o ano, como o chileno Marco Arriagada, em junho, mas principalmente quando, em outubro, a Scott-Marcondes César dissolveu-se com problemas financeiros, o que fez com que os ex-ciclistas da Scott Nilceu dos Santos, Matías Médici e Magno Prado Nazaret reforçassem a equipe de Pindamonhangaba.
Médici deixou a equipa a fins de 2011 e 2012 e foi incorporado Gregory Panizo, campeão panamericano de estrada 2011, proveniente da DataRo. Na temporada de 2012 o mais destacado da equipa foi Magno Nazaret quem ganhou em abril a Volta ao Uruguai e em outubro o Tour do Brasil/Volta do Estado de São Paulo
A princípios de 2013, a equipa decidiu abandonar a cidade de Pindamonhangaba ao não chegar a um acordo económico com a prefeitura para o patrocínio. O director Benedito Azevedo, recebeu uma oferta da cidade de São José dos Campos transladando-se a sede da equipa a essa localidade e mudando o nome a Funvic Brasilinvest-São José dos Campos.
A Volta Ciclística de São Paulo representou, ao mesmo tempo, um grande sucesso mas uma decepção para a equipe. A Funvic-Pindamonhangaba venceu 5 das 10 etapas da competição, e ainda a classificação por pontos com Edgardo Simón. Mas antes da penúltima etapa, contava com os 3 primeiros ciclistas da classificação geral e a liderança na classificação por equipes. A expectativa para a vitória geral e por equipes era grande, mas tudo veio a perder-se nessa etapa, ganhada por Gregory Panizo com uma vantagem de tempo suficiente para tomar tanto a liderança da classificação geral como a liderança da classificação por equipes para sua equipe, o Clube DataRo de Ciclismo. A Funvic teve que se contentar com um segundo lugar na geral, com Magno Nazaret, e o segundo lugar por equipes. A equipe conquistou resultados importantes, como a vitória da classificação geral por Marco Arriagada na Volta do Paraná, e, em sua estreia nos Circuitos Continentais da UCI, conquistou o primeiro lugar por equipes no UCI America Tour, tendo Edgardo Simón como melhor colocado individual em 13º. No ranking brasileiro, também venceu a competição por equipes, com facilidade: 3.309 pontos contra 2.260 do segundo lugar, a Padaria Real - Caloi - Sorocaba, e mais que o dobro que o terceiro (Clube DataRo de Ciclismo com 1.595 pontos). No ranking individual, Roberto Pinheiro foi o melhor da equipe, na 3ª colocação, seguido por Magno Nazaret em 6º e Flávio Cardoso em 10º.

### 2011
No ano de 2011, a Funvic - Pindamonhangaba continuou na categoria das equipes continentais, continuando a se consolidar como a principal equipe de ciclismo do país. Houve várias mudanças no elenco: Edgardo Simón e José Eriberto foram para a Padaria Real - Sorocaba, Marco Arriagada saiu, Pedro Nicácio foi suspenso por dois anos em 2010 após testar positivo no anti-doping por EPO durante o Tour de Santa Catarina, entre outras saídas. Mas a equipe também viu reforços, principalmente por parte das chegadas do argentino Marcos Crespo, do vencedor de montanha da Volta Ciclística de São Paulo de 2010, Antônio Nascimento, e do vencedor do Tour de Santa Catarina de 2009, Douglas Moi Bueno. Neste ano, a equipe também passou a utilizar bicicletas Cannondale, tendo até então utilizado bicicletas da Sundown Bikes.
A temporada começou bem para a equipe, com a vitória de Breno Sidoti na Copa América de Ciclismo, com Roberto Pinheiro em 2º. No Tour de San Luis, Héctor Figueras e Marcos Crespo garantiram uma dobradinha na última etapa da competição. Antônio Nascimento foi o 3º geral na Volta de Gravataí, e Magno Nazaret sagrou-se campeão brasileiro de contra-relógio em junho. Verinaldo Pereira havia inicialmente terminado em 3º no Campeonato Brasileiro de Estrada, mas testou positivo para EPO em controle realizado após a prova. Héctor Figueras conquistou vitórias de etapa tanto na Rutas de América como na Vuelta de Chile, e Roberto Pinheiro venceu a Prova Ciclística 9 de Julho, uma das mais tradicionais do Brasil. Na Volta Ciclística de São Paulo, a Funvic finalmente alcançou a cobiçada vitória na classificação por equipes, mas novamente a vitória geral individual escapou: Flávio Cardoso e Tiago Fiorilli foram o 2º e 3º na classificação final, mas não conseguiram tirar o título de José Eriberto. Por fim, a equipe fechou o ano com Nilceu dos Santos, Roberto Pinheiro e Héctor Figueras sendo 2º, 3º e 4º, respectivamente, na Copa da República de Ciclismo, com Nilceu perdendo a vitória para Francisco Chamorro por somente 3 milésimos.
Novamente, a equipe venceu o ranking brasileiro por equipes com folga. No individual, colocou quatro ciclistas entre os 7 primeiros: Antônio Nascimento em 2º, Roberto Pinheiro em 3º, Flávio Cardoso em 5º e Nilceu dos Santos em 7º. Já no ranking do UCI America Tour foi a 4ª colocada na classificação por equipes, enquanto Flávio Cardoso foi o melhor na individual, ficando na 24ª colocação.

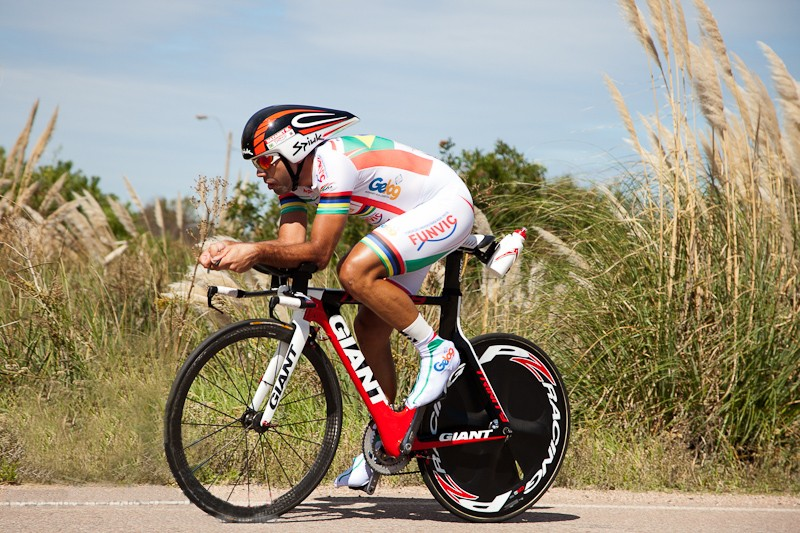
Magno Nazaret durante a Vuelta del Uruguay 2012

### 2012
A equipe manteve a licença de equipe continental no ano de 2012. Novamente, várias mudanças ocorreram no elenco. A saída de Marcos Crespo e Matías Médici deixou a equipe mais nacional, com Héctor Figueras sendo o único ciclista estrangeiro da equipe. As principais entradas foram de Gregory Panizo, bicampeão da Volta Ciclística de São Paulo e campeão Pan-Americano de ciclismo de estrada em 2011, e Otávio Bulgarelli, que estava fora do país a três anos, tendo representado em 2011 a equipe pro continental Farnese Vini-Neri Sottoli. A equipe nesse ano trocou as bicicletas da Cannondale por bicicletas Giant.

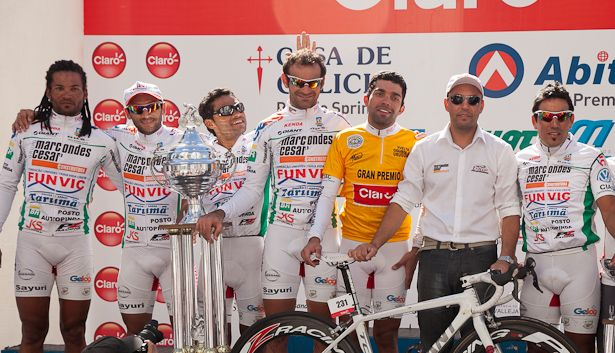
A equipe na Vuelta del Uruguay 2012, da esquerda para a direita: Flávio Cardoso, Roberto Pinheiro, Antônio Nascimento, Gregory Panizo, Magno Nazaret, Benedito Azevedo (diretor técnico) e Héctor Figueras

Comparado aos anos anteriores, a equipe não obteve resultados tão bons no calendário nacional em geral, estando mais focada nas principais provas desse e nas internacionais. Otávio Bulgarelli tornou-se campeão brasileiro de ciclismo em junho, e a equipe finalmente conquistou a vitória na Volta Ciclística de São Paulo, tanto na classificação geral individual, com Magno Nazaret em primeiro e Flávio Cardoso em segundo, quanto na classificação por equipes. A Funvic - Pindamonhangaba também alcançou vários resultados fora do país, em especial a vitória geral de Magno Nazaret na Vuelta del Uruguay em abril. Magno Nazaret, Héctor Figueras e Gregory Panizo também garantiram vitórias de etapa na Vuelta del Uruguay, Vuelta a México e Vuelta a Guatemala. Nazaret ainda conquistou a medalha de prata na prova de contra-relógio dos Jogos Pan-Americanos de Ciclismo. A equipe também participou da Volta a Portugal, onde seu melhor resultado foi a 6ª colocação de Nazaret na etapa 9, que era um contra-relógio individual.
No fim, a equipe terminou na 4ª colocação do ranking brasileiro por equipes, seu pior resultado desde 2007. Magno Prado Nazaret foi o melhor ciclista da equipe no ranking individual, estando na 12ª colocação, o que também marcou o único ano, além de 2007, em que a equipe não teve nenhum ciclista entre os 10 primeiros do ranking nacional. Nilceu dos Santos e Roberto Pinheiro terminaram em 12º e 13º, respectivamente. Já no UCI America Tour, a equipe conquistou a 2ª colocação no ranking por equipes, perdendo por 1 ponto para outra equipe brasileira, a Real Cycling Team (399 contra 398 pontos). O melhor ciclista no ranking individual foi Otávio Bulgarelli, que alcançou a 8ª colocação.

#### Sejelp - Pindamonhangaba
Em 2012, devido a uma restrição da UCI quanto à média de idade dos ciclistas de uma equipe continental, que não pode passar do limite de 28 anos, foi criada uma segunda equipe, a Sejelp - Pindamonhangaba. Os ciclistas da segunda equipe não estão registrados sob a Funvic - Pindamonhangaba na UCI, mas, a nível nacional, competem na mesma equipe e pontuam no ranking brasileiro para a equipe principal.

### 2013
Ainda em 2012, a equipe anunciou os primeiros reforços para 2013: com a dissolução da Real Cycling Team, Francisco Chamorro e Alex Diniz reforçaram a Funvic. Além desses, Carlos Manarelli, que estava competindo por uma equipe italiana, voltou ao Brasil para integrar a equipe, que permaneceu na categoria das equipes continentais. A principal saída foi de Héctor Figueras. Outra mudança é que, como nos dois anos anteriores, a equipe trocou o fornecedor de bicicleta, que passou a ser a Caloi, com componentes da Shimano.
A equipe encontrou sua primeira vitória na primeira competição do ano, a Copa América de Ciclismo, vencida pelo recém-chegado Francisco Chamorro. Dez dias depois, em 16 de janeiro, a equipe anunciou que, não tendo conseguido um novo acerto financeiro com a nova gestão da Prefeitura de Pindamonhangaba, iria se transferir para São José dos Campos, vindo a ser a equipe oficial da cidade joseense. Agora chamada Funvic Brasilinvest - São José dos Campos, a equipe estreou pela nova cidade no Tour de San Luis, na Argentina, no qual, diante de vários dos principais nomes do ciclismo mundial, Alex Diniz conquistou uma vitória de etapa e terminou em 3º na classificação geral. 
Ao longo do ano, a equipe alcançou sucesso em várias das principais provas do calendário nacional, conquistando a vitória individual e por equipes no Giro do Interior de São Paulo, no Tour de Santa Catarina e no Desafio das Américas de Ciclismo, três das principais voltas por etapas nacionais. Além destas, também conquistou vitórias na Prova Ciclística 1º de Maio, no GP São Paulo Internacional de Ciclismo, na Prova Ciclística São Salvador e na Volta Ciclística do Grande ABCD. Pela primeira vez desde 2010, a equipe não alcançou uma vitória na elite masculino do campeonato brasileiro de ciclismo, conquistando a 2ª colocação tanto no contra-relógio, com Magno Nazaret, como na prova de estrada, com Alex Diniz. Por fim, a Funvic terminou com a 3ª colocação na classificação por equipes do ranking brasileiro de ciclismo, mas conquistou uma inédita vitória no ranking individual com Roberto Pinheiro.
Já no plano internacional, a Funvic encontrou menos sucesso que nos anos anteriores. Além do Tour de San Luis, a equipe joseense participou da Vuelta a Guatemala, subindo ao pódio em 4 etapas mas sem conseguir uma vitória, e do Tour de Utah, com limitado sucesso, terminando entre os 20 primeiros em 3 etapas e na classificação geral (na qual Alex Diniz foi o 18º), mas sem ficar entre os 10 primeiros em nenhuma delas. Mesmo assim, os resultados foram suficientes para que a Funvic terminasse o UCI America Tour na 3ª colocação no ranking por equipes, com Alex Diniz sendo o melhor ciclista da equipe no ranking individual, na 11ª colocação.

### 2014
Ainda em 2013, o diretor técnico Benedito Azevedo anunciou sua intenção de reforçar a equipe ainda mais em 2014, visando torná-la mais competitiva no cenário internacional. Com isso, a Funvic integrou ao elenco três reforços de nome: os colombianos Óscar Sánchez, que terminou em 2º lugar no UCI America Tour 2012-2013, e Juan Sebastián Tamayo, e também Kléber Ramos, vencedor do Tour do Rio 2012. As principais saídas foram de Gregory Panizo, Tiago Fiorilli e Ramiro Cabrera. Azevedo também afirmou que a Funvic pretendia estabelecer uma base da equipe na Colômbia, fazendo um intercâmbio de atletas. A equipe também trocou as bicicletas, voltando a utilizar bicicletas Cannondale (as quais já havia usado em 2011).

## Material ciclista
A equipa utiliza para a temporada de 2015 as bicicletas Soul Cycles.

## Classificações

### Ranking Brasileiro
| Temporada | Classificação por Equipes | Melhor ciclista     | Colocação |
| 2007      | 12º                       |                     |           |
| 2008      | 3º                        | Raphael Serpa       | 8º        |
| 2009      | 3º                        | Flávio Cardoso      | 6º        |
| 2010      | 1º                        | Roberto Pinheiro    | 3º        |
| 2011      | 1º                        | Antônio Nascimento  | 2º        |
| 2012      | 4º                        | Magno Prado Nazaret | 12º       |
| 2013      | 3º                        | Roberto Pinheiro    | 1º        |

## Classificações UCI
Com a denominação Funvic-Pindamonhangaba tem participado nas carreiras do UCI America Tour durante as temporadas de 2009-2010, 2010-2011, 2011-2012 fundamentalmente nas disputadas no Brasil. Na sua estreia conseguiu o primeiro lugar. Em 2012 fez uma incursão pela Europa, participando da Volta a Portugal. A classificações da equipa e a do seu ciclista mais destacado são:

### UCI America Tour
| Temporada | Classificação por equipas | Melhor corredor   | Posto |
| 2009-2010 | 1º                        | Edgardo Simón     | 13º   |
| 2010-2011 | 4º                        | Flavio Cardoso    | 24º   |
| 2011-2012 | 2º                        | Otávio Bulgarelli | 8º    |
| 2012-2013 | 3º                        | Alex Diniz        | 11º   |
| 2013-2014 | 3º                        | Carlos Manarelli  | 17º   |
| 2015      | 2º                        | Daniel Díaz       | 4º    |
| 2016      | 6º                        | Kléber Ramos      | 59º   |

### UCI Europe Tour
| Temporada | Classificação por equipas | Melhor corredor | Posto |
| 2011-2012 | 126º                      | Magno Nazaret   | 1141º |
| 2016      | 127º                      | Antonio Piedra  | 1343º |

## Palmarés
Para anos anteriores, veja-se Palmarés da Soul Brasil Pro Cycling Team

### Palmarés de 2018

#### Circuitos Continentais da UCI
| Data        | Circuito                 | Carreira                                      | Ganhador                   |
| 24 de março | UCI America Tour de 2018 | 2.ªa etapa da Volta Ciclista do Uruguai (CRE) | Funvic-São José dos Campos |
| 30 de março | UCI America Tour de 2018 | 8.ªa etapa da Volta Ciclista do Uruguai (CRI) | Magno Nazaret              |
| 1 de abril  | UCI America Tour de 2018 | Volta Ciclista do Uruguai                     | Magno Nazaret              |

#### Campeonatos nacionais
| Datas       | Carreiras                                 | Ganhador           |
| 28 de junho | Campeonato do Brasil Contrarrelógio (CRI) | Lauro César Chaman |

## Plantel
Para anos anteriores, veja-se Elencos da Soul Brasil Pro Cycling Team

### Elenco de 2017
| Nomee                  | Nascimento | Nacionalidade | Equipa 2016                                    |
| Flavio Cardoso         | 12/10/1980 | Brasil        | Funvic Soul Cycles-Carrefour                   |
| Lauro César Chaman     | 25/06/1987 | Brasil        | Memorial-Prefeitura de Santos (2014)           |
| Francisco Chamorro     | 08/07/1981 | Argentina     | Funvic Soul Cycles-Carrefour                   |
| André Almeida De souza | 16/12/1992 | Brasil        | Funvic Soul Cycles-Carrefour                   |
| Murilo Ferraz          | 19/06/1991 | Brasil        | Funvic Soul Cycles-Carrefour                   |
| Caio Godoy             | 24/04/1995 | Brasil        | Bretagne-Séché Environnement (stagiare) (2015) |
| Gabriel Machado Silva  | 06/05/1997 | Brasil        | Funvic Soul Cycles-Carrefour (stagiare)        |
| Carlos Manarelli       | 13/02/1989 | Brasil        | Funvic Soul Cycles-Carrefour                   |
| Gideoni Monteiro       | 02/09/1989 | Brasil        | Neoprofissional                                |
| Magno Nazaret          | 17/01/1986 | Brasil        | Funvic Soul Cycles-Carrefour                   |
| Pedro Nicácio          | 13/10/1981 | Brasil        | Funvic Soul Cycles-Carrefour                   |
| Roberto Pinheiro       | 09/01/1983 | Brasil        | Funvic Soul Cycles-Carrefour                   |
| Daniel Eduardo Silva   | 08/06/1985 | Portugal      | Rádio Popular-Boavista                         |
| Jordi Simón            | 06/09/1990 | Espanha       | Verva ActiveJet                                |